# 하카타항

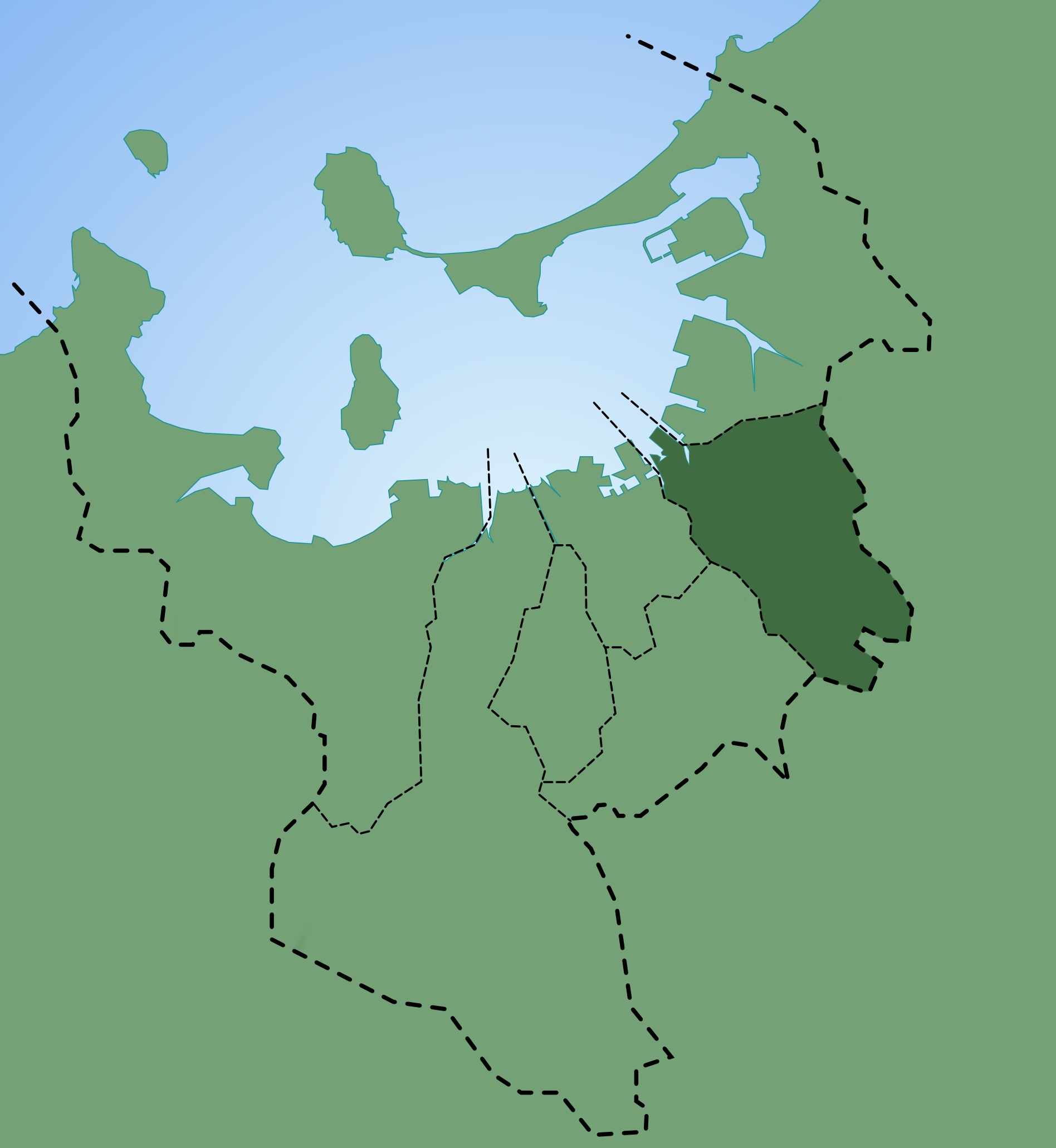
하카타만

하카타항(일본어: 博多港)은 후쿠오카현 후쿠오카시 하카타구에 있는 항만이다. 후쿠오카시가 항만 관리를 맡는다. 하카타만에 접하며, 1899년 8월 4일에 개항했다. 옛날에는, 나노츠(那の津), 나오츠(那大津), 하카타츠(博多津)로 불렸다.
최근 하카타항은 규슈 지역의 경제를 지지하는 중추 항만으로 동아시아 여러 항구와 국제 경쟁력 확보와 더불어 국제 해상 콘테이너 터미널의 정비를 진행하고 있어, 고도 물류의 거점 항만을 형성하고 있다. 외부 무역 컨테이너 취급 물량은 일본 내 제6위를 기록하고 있다. 고베 이서의 서일본에서는 무역액, 컨테이너 취급량 모두 선두를 기록하고 있으며, 외국인 여객수는 일본 제일의 항구이다.

## 개요
하카타항은 364일, 24시간 입출항 및 하역이 가능하고, 북미, 유럽 항로의 콘테이너선 등이 기항한다. 또 후쿠오카 공항이나 도시 고속이 근처에 있기 때문에 그 편리성이 높다. 그 밖에도 해안 가에는 〈후쿠오카 국제센터〉, 〈마린 메시지 후쿠오카〉, 〈후쿠오카 국제회의장〉 등의 컨벤션 시설이 있고, 〈후쿠오카 돔〉이나 〈후쿠오카 타워〉 등의 관광 시설, 씨사이드 모모비치이라고 하는 신도심도 하카타만의 연안에 집중하고 있다.
여객항으로서 한국이나 중국에 가까운 하카타항은 대한민국의 부산 사이에 고속선을 운항하는 등 수요도 많아, 외국항로의 여객수는 일본 제일의 항구이다.
하카타만 안에는 수심 확보를 위해 노코노시마(能古島)와 오오다케(바다 가운데 섬)의 사이에 준설에 의한 항로가 설정되어 있어 여기에서 파일럿이 승선하는 수로구가 된다(강제 수로구는 아니다). 항로는 사이토자키바다(西戸崎沖)에서 아일랜드 시티나 카시이 파크 포토 방면의 〈동쪽 항로〉와 코우즈 지구(荒津地区) 히가시하마 부두 방면의 〈중앙 항로〉로 나뉜다.
그리고 하카타만 연안 인근에 있는 인공 섬으로 계속 매립되는 후쿠오카 아일랜드시티가 인근에 있고 환경 파괴 우려로 인해 논쟁거리가 성사되고 있는 와지로 개펄 역시 주변에 있다.

## 역사
- 1274년(분에이 11년) 원나라 군이 하카타항에 상륙해, 하카타의 초가 주전장이 된다.
- 1276년(겐지 2년) 막부의 명령으로, 방루가 만들어진다.
- 1281년(고안 4년) 원나라 군이 다시 내습 한다.(홍안의 역)
- 1633년(간에이 9년) 봉서선 이외의 도항 금지. 제1차 쇄국령.
- 1639년(간에이 15년) 포르투갈선의 래항 금지.
- 1784년(덴메이 4년) 금인을 시카노시마에서 발견.
- 1883년(메이지 16년) 시모노세키항, 이즈하라항과 함께 일반 개항 외의 대조선의 특별 무역항으로 지정. 프랑스제 반사경식 등대를 사업가가 건설.
- 1889년(메이지 22년) 미·맥·맥분·석탄·유황의 5품목으로 한정된 특별 수출항으로 지정.
- 1890년(메이지 23년) 하카타 부두 회사가 목조 부두를 완성시킨다.
- 1896년(메이지 29년) 개항외 무역항으로 지정.
- 1898년(메이지 31년) 1889년의 5품목에, 목탄·시멘트·황산·망간광·신분이 더해진다.
- 1899년(메이지 32년) 개항의 지정을 받는다.
- 1927년(쇼와 2년) 제2종 중요 항만으로 지정.
- 1936년(쇼와 11년) 하카타항 수축 제 1기 공사가 준공해, 현재의 중앙 부두의 일부등이 완성. 하카타 축항 기념대박람회가 개최된다.
- 1939년(쇼와 14년) 제1종 중요 항만으로 지정.
- 1945년(쇼와 20년) 후쿠오카 대공습으로 이재.하카타만 내에 기계수뢰가 투하된다. 종전 후에 해외 인양 원호항으로 지정.
- 1951년(쇼와 26년) 중요 항만으로 지정.

## 여객 항로

### 국제선
- 비틀 (고속선) (제트포일) : 하카타항 ↔ 부산항 (약 2시간 55분 소요)
- 뉴 카멜리아호 (대형 여객선) : 하카타항 ↔ 부산항 (약 6시간 소요)

### 국내선
- 비너스2 : 하카타항 ↔ 이키시 ↔ 쓰시마시
- 타이코 : 하카타항 ↔ 고토섬
- 뉴 쓰시마 : 하카타항 ↔ 이키시 ↔ 쓰시마시